# Augustin Handle

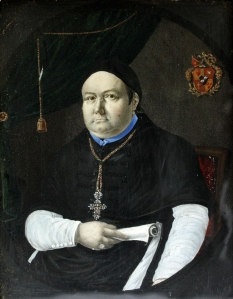
Augustin Handle, 36. Abt von Stams 1820–1839

Augustin Handle OCist (* 9. November 1774 in Hall in Tirol als Franz Vigil Handle; † 12. Februar 1839 in Innsbruck) war Abt des Zisterzienserstiftes Stams von 1820 bis 1839.

## Leben
Augustin Handle war der Sohn eines Händlers aus Stams. Er wurde in Hall in Tirol geboren, wohin seine Mutter den Vater auf einer Geschäftsreise begleitet hatte. Schon früh wurde er in das von Abt Vigilius Kranicher begründete Knabenkonvikt aufgenommen, beendete seine Schulbildung dann an öffentlichen Schulen in Bozen und Innsbruck.
Nach dem Universitätsstudium trat er 1794 in das Kloster Stams ein und wurde schon kurz nach der Priesterweihe Dozent für Dogmatik, Moral, Pastoraltheologie und kanonisches Recht an der Hauslehranstalt. 1806 wurde er Novizenmeister und im folgenden Jahr Prior. Nachdem das Stift 1807 von der bayerischen Besatzung aufgehoben worden war, ging er 1809 als Pfarrer nach Burgeis im Vinschgau, 1811 – mit gleichzeitiger Ernennung zum fürstbischöflichen Konsistorialrat – als Dechant nach Mals. Nach der Wiederherstellung des Stiftes 1816 nach Stams zurückgekehrt, wurde er im Juni 1820 nach dem Tod seines Vorgängers Sebastian Stöckl im ersten Wahlgang zum Abt gewählt.
Abt Augustin gilt als Wiederhersteller des Stiftes und der klösterlichen Disziplin. Dazu setzte er sich mit dem Generalabt Sisto Benigni in Rom in Verbindung, der ihn zum Vikar ernannte und mit Vollmachten ausstattete. Eine seiner ersten Amtshandlungen war die Errichtung einer Schule zur Vorbereitung von Knaben auf das Gymnasium. Er führte die öffentlichen Casus-Konferenzen ein und ließ mehrere Stamser Zisterzienser an der Universität Innsbruck studieren, um Lehrkräfte für das theologische Hausstudium des Klosters zu gewinnen. Die durch die neunjährige Aufhebung zerrütteten Vermögensverhältnisse des Stiftes brachte er in Ordnung, vermehrte die Klosterbibliothek beträchtlich, v. a. mit neueren Werken, war Abgeordneter des Tiroler Landtages und Generaldirektor der Gymnasien in Tirol.
Abt Augustin Handle starb nach längerer Krankheit am 12. Februar 1839 während eines Aufenthalts in Innsbruck.